# Cyclomia fulvimacula
Cyclomia fulvimacula là một loài bướm đêm trong họ Geometridae.